# Municipio de Union (condado de Crawford, Pensilvania)
El municipio de Union (en inglés: Union Township) es un municipio ubicado en el condado de Crawford en el estado estadounidense de Pensilvania. En el año 2000 tenía una población de 1.049 habitantes y una densidad poblacional de 26 personas por km².

## Geografía
El municipio de Union se encuentra ubicado en las coordenadas 41°33′00″N 80°06′59″O / 41.55000, -80.11639.

## Demografía
Según la Oficina del Censo, en 2000 los ingresos medios por hogar en la localidad eran de $37.333 y los ingresos medios por familia eran de $44.375. Los hombres tenían unos ingresos medios de $34.821 frente a los $21.250 para las mujeres. La renta per cápita de la localidad era de $16.816. Alrededor del 9,2% de la población estaba por debajo del umbral de pobreza.